# Le Livre d'or de la science-fiction : Alain Dorémieux
Le Livre d'or de la science-fiction : Alain Dorémieux est une anthologie de nouvelles de science-fiction consacrée à l'œuvre d'Alain Dorémieux, publiée en octobre 1980 en France. Rassemblées par Jean-Pierre Andrevon, les dix-neuf nouvelles sont parues entre 1954 (Le Chemin sur la route) et 1978 (Prisonnier des femmes-insectes).

## Publication
L'anthologie fait partie de la série francophone Le Livre d'or de la science-fiction, consacrée à de nombreux écrivains célèbres ayant écrit des œuvres de science-fiction. Elle ne correspond pas à un recueil déjà paru aux États-Unis ; il s'agit d'un recueil inédit de nouvelles, édité pour le public francophone, et en particulier les lecteurs français.
L'anthologie a été publiée en mars 1980 aux éditions Presses Pocket, collection Science-fiction no 5094  (ISBN 2-266-00947-8) ; elle a été rééditée en 1989 dans la collection Le Grand Temple de la S-F avec pour titre Prélude à l'éternité  (ISBN 2-266-02828-6) puis en 1990 et 1992.
L'image de couverture a été réalisée par Marcel Laverdet.

## Préface
- Préface à face, de Jean-Pierre Andrevon.

## Liste des nouvelles
- Le Chemin sur la route (1954)
- Le Crâne (1955)
- Rêver un homme (1955)
- La Nuit du Vert-Galant (1958)
- La Vana (1959)
- Journal d'une jeune fille du XXVe siècle (1967)
- Fugue (1960)
- L'Habitant des étoiles (1960)
- Le Chemin (1980)
- L'Autre (1980)
- Seuls toi et moi, mon amour (1963)
- La Femme modèle (1964)
- L'Objet de l'amour (1964)
- Sur un air de fête (1967)
- Quel cataclysme ? (1964)
- Le Temps de la vengeance (1967)
- L'Heure du passage (1967)
- Deux personnages dans un paysage vide (1977)
- Prisonnier des femmes-insectes (1978)